# Aláuddín Chaldží
Aláuddín Chaldží (asi 1296–1316), byl císař (šáh) dynastie Chaldží, která vládla Dillískému sultanátu na indickém subkontinentu. Aláuddín zavedl řadu významných administrativních změn souvisejících s ekonomikou, kontrolou cen a řízením společnosti. Byl také úspěšný voják a dobyvatel, zejména se mu podařilo odrazit mongolskou invazi do Indie.
Aláuddín byl synovcem a zetěm svého předchůdce Džaláluddína Fírúze. Když se Džaláluddín dostal k moci, dal Aláuddínovi pozici ceremoniáře. Roku 1291 Aláuddín získal post guvernéra Kary poté, co potlačil vzpouru proti Džaláluddínovi, a v roce 1296 se po výnosné loupežné výpravě stal i guvernérem Avadhu. V témže roce Aláuddín podnikl také velkou a úspěšnou, byť šáhem neodsouhlasenou výpravu proti hlavnímu městu Jádavské říše Dévagirí. Po návratu se vzbouřil, zabil Džaláluddína a převzal moc.
Během několika příštích let Aláuddín úspěšně odrazil mongolské nájezdy z Čagatajského chanátu v letech 1297–1298, 1299, 1303 a 1305. V roce 1306 dosáhly jeho síly rozhodujícího vítězství proti Mongolům u břehů řeky Ravi a později vyplenily mongolská území v dnešním Afghánistánu. Mezi vojenské velitele, kteří úspěšně vedli jeho armádu proti Mongolům, patří Zafar Chán, Uluch Chán a eunuch Málik Káfúr.
V letech 1299 až 1311 Aláuddín dobyl a anektoval řadu okolních království, zatímco generál Málik Káfúr podnikal loupežná tažení na jih a získal velké bohatství.
Jako vládce Aláuddín zneužíval muslimský fanatismus k tvrdému zacházení s dhimmi, nemuslimy. Podle pozdějšího kronikáře Baraního věřil, „že hinduista nikdy nebude poslouchat muslima, pokud ho neuvrhneme do krajní chudoby“. Přijímal proto opatření, která hinduisty ožebračila a zbavila pozic ve vyšší byrokracii. Amír Chosrau však zmiňuje hinduistického důstojníka své armády bojující proti Mongolům, i mnoho dalších vojáků nemuslimů.
Během posledních let svého života Aláuddín trpěl špatným zdravotním stavem a správu země řídil Málik Káfúr. Po Aláuddínově smrti pak nastalo období zmatků a bojů o následnictví.